# Don Lamond
Don Lamond (18. august 1920 i Oklahoma City – 23. december 2003 i Orlando, Florida) var en amerikansk jazztrommeslager. 
Lamond blev kendt, da han overtog trommepladsen fra Dave Tough i Woody Hermans big band. Derefter spillede han freelance som sessionmusiker og spillede med f.eks. Charlie Parker.
I 1950'erne og 1960'erne spillede og indspillede han med Stan Getz, Zoot Zims, Benny Goodman, Sonny Stitt, Quincy Jones, Bob Crosby og George Russell. Lamond lavede desuden et par plader i eget navn.